# Il dottor Skinum
Il dottor Skinum (Dr. Skinum) è un cortometraggio muto del 1907 diretto da Wallace McCutcheon. Il film è il debutto sullo schermo di Robert Harron che diventerà – fino al 1920 – uno degli attori preferiti di Griffith.

## Produzione
Il film fu prodotto dalla American Mutoscope & Biograph.

## Distribuzione
Distribuito dalla American Mutoscope & Biograph, il film - un cortometraggio di 180 metri - uscì nelle sale cinematografiche USA il 14 dicembre 1907 con il titolo originale Dr. Skinum, tradotto letteralmente in Italia come Il dottor Skinum.